# Fabienne Thibeault

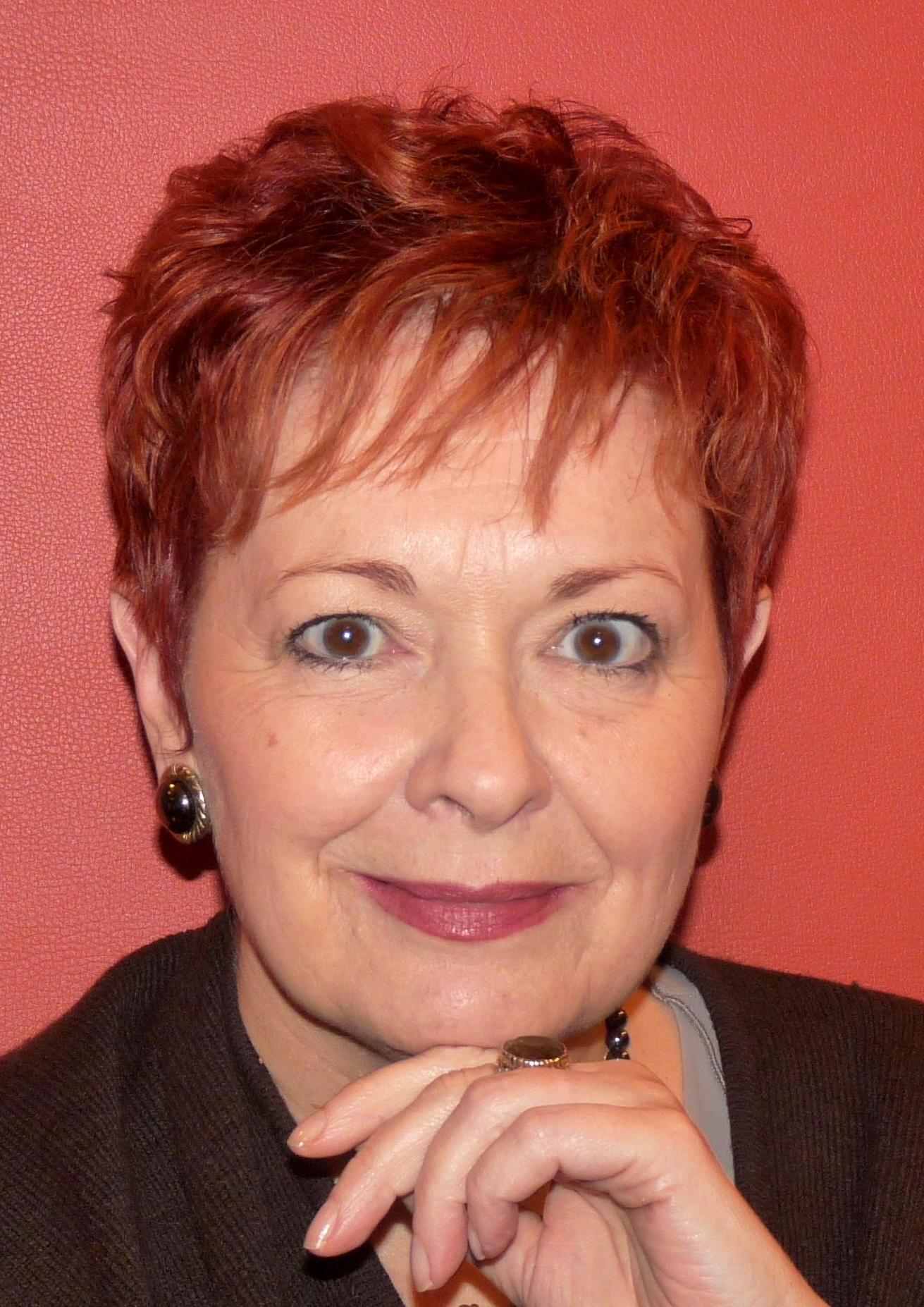
Fabienne Thibeault, 2011

Fabienne Thibeault (* 16. Juni 1952 in Montreal) ist eine kanadisch-französische Singer-Songwriterin.

## Leben
Thibeault studierte Songwriting am Maisonneuve College bei Sylvain Lelièvre. Zu Beginn ihrer Laufbahn trat sie mit Songs von Jeff Lamothe, Gilles Vigneault, Clémence DesRochers und Elton John auf. 1974 gewann sie den Gesangswettbewerb beim Granby Song Festival, im Folgejahr nahm sie an den Chant'août in Québec teil, wo sie von Gilles Talbot entdeckt wurde, der ihre ersten Aufnahmen produzierte.
Luc Plamondon gab ihr die Rolle der Marie-Jeanne in der Rockoper Starmania, mit der 1979 das  Paris Convention Centre eröffnet wurde. In Kanada erhielt sie in diesem Jahr einen Félix Award als Entdeckung des Jahres und beste weibliche Interpretin und 1981 einen weiteren für die Pop-LP des Jahres.
In der Folgezeit war sie vorwiegend in Frankreich engagiert. 1984 hatte sie eine Show, die vier Wochen im Pariser Bobino lief. France 3 widmete ihr ein Fernseh-Special, und bei TF1 moderierte sie eine Kindersendung. 1985 unternahm sie eine Tournee durch 45 Städte Frankreichs. Mit Plamondons Song Question de feeling, den sie mit Riccardo Cocciante aufnahm, erreichte sie die Spitze der französischen Hitparaden. 1988 trat sie in Shows des Sängers Frédéric François auf. Titelsongs nahm sie für die Filme Nous deux von Claude Lelouch und Croque la vie von Jean-Charles Tachella auf.

## Diskographie
- ST, 1976, 1980
- La Vie d'astheure, 1977
- Au doux milieu de nous, 1977
- Soundtrack – A Nous Deux, 1979
- Conversations, 1980
- Profil, 1980
- Le Blues à Fabienne, 1982
- Les Chants aimés, 1982
- Cœur Voyageur, 1983
- Les Chants aimés II, 1984
- Profil II, 1985
- Chaleur Humaine, 1988
- Sur ma Voie, 1992
- Les Plus Belles Chansons, 1992
- Québecoise, 1998
- Sélection Talents, 2002
- Made in Québec, 2004
- Les grands succès de Fabienne Thibeault, 2006
- Laine et de Bois, 2007